# Some Way
Some Way è un singolo del rapper canadese Nav pubblicato il 15 febbraio 2017.

## Video musicale
Il video musicale, della durata di 3:12, è stato pubblicato sul canale VEVO di Nav.

## Controversie
Il brano, popolare grazie alla strofa di The Weeknd, ha aperto una faida fra quest'ultimo e Justin Bieber.

## Tracce
1. Some Way – 2:58